# Mayatrichia rualda
Mayatrichia rualda är en nattsländeart som beskrevs av Martin E. Mosely 1937. Mayatrichia rualda ingår i släktet Mayatrichia och familjen smånattsländor. Inga underarter finns listade i Catalogue of Life.